# Sam Billie Bill

Sam Billie Bill est une série de bande dessinée de western créée par le scénariste Roger Lécureux et le dessinateur Lucien Nortier pour l'hebdomadaire jeunesse Vaillant qui en a publié les histoires de mars 1949 à mai 1962. Cinq albums en ont été publiés par les éditions Vaillant au début des années 1960, et l'intégrale a été publiée par les Éditions du Taupinambour entre 2009 et 2013.
Sam Billie Bill est un orphelin élevé en pleine nature par un trappeur qui, arrivé à l'âge adulte, parcourt le Far West à la défense de toutes les justes causes qu'il croise. Il aide régulièrement les Indiens.